# Digerati
Die Digerati (oder Digirati) sind die Elite der Digitalisierung, Computer-Industrie und der Netzgemeinschaften. Das Wort ist eine Zusammensetzung aus „digital“ und „literati“ und bezeichnet also sinngemäß die „digital Wohlbelesenen“ oder „digitale Elite“. Das Wort ähnelt dem ebenfalls aus dem Netz-Jargon stammenden glitterati, glitter + literati. Berühmte Digerati-Persönlichkeiten sind fast durchweg Techniker, Schriftsteller, Journalisten oder Wissenschaftler. Einer der wohl bekanntesten Digerati ist Bill Gates.
Das Wort wird auf verschiedene Weisen verwendet und kann unter anderem diese Bedeutungen haben:
- Meinungsführer, deren Texte eine visionäre digitale Technologie betonen,
- Menschen, die als Berühmtheiten im Silicon Valley arbeiten, und die auch und gerade während der Dot-Com-Blütezeit bekannt geworden sind,
- Diejenigen, die in der digitalen Welt einflussreich sind und Einfluss ausüben

Die erste Nennung und Prägung des Wortes geschah 1992 im USENET und bezog sich auf einen Artikel von George Gilder im Upside-Magazin. Andere Quellen behaupten, der Begriff sei von der New York Times und ihrem Redakteur Tim Race erfunden worden.